# Eumorpha megaeacus
Eumorpha megaeacus là một loài bướm đêm thuộc họ Sphingidae.

## phân phát
Nó được tìm thấy ở khắp hầu hết Trung Mỹ và Nam Mỹ, from Suriname, Venezuela, French Guiana, Ecuador, miền nam Brasil và Bolivia to Nicaragua, Costa Rica và México. Occasionally strays can be found as far phía bắc as Texas.

## miêu tả
Sải cánh dài 105–121 mm. 
Con trưởng thành bay từ tháng 2 đến tháng 3, tháng 5 đến tháng 7 và again từ tháng 9 đến tháng 10 in Costa Rica.

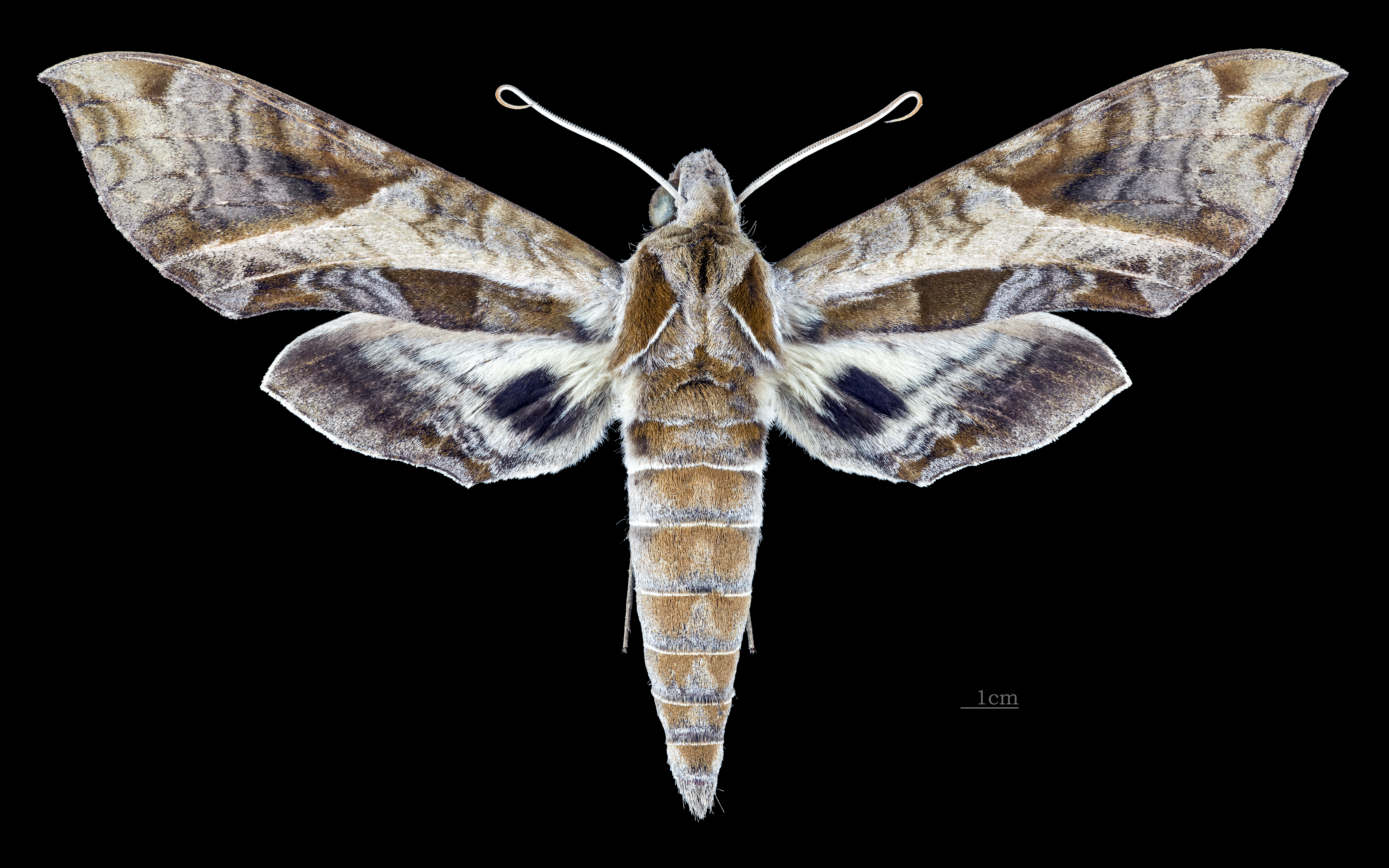
Eumorpha megaeacus ♀
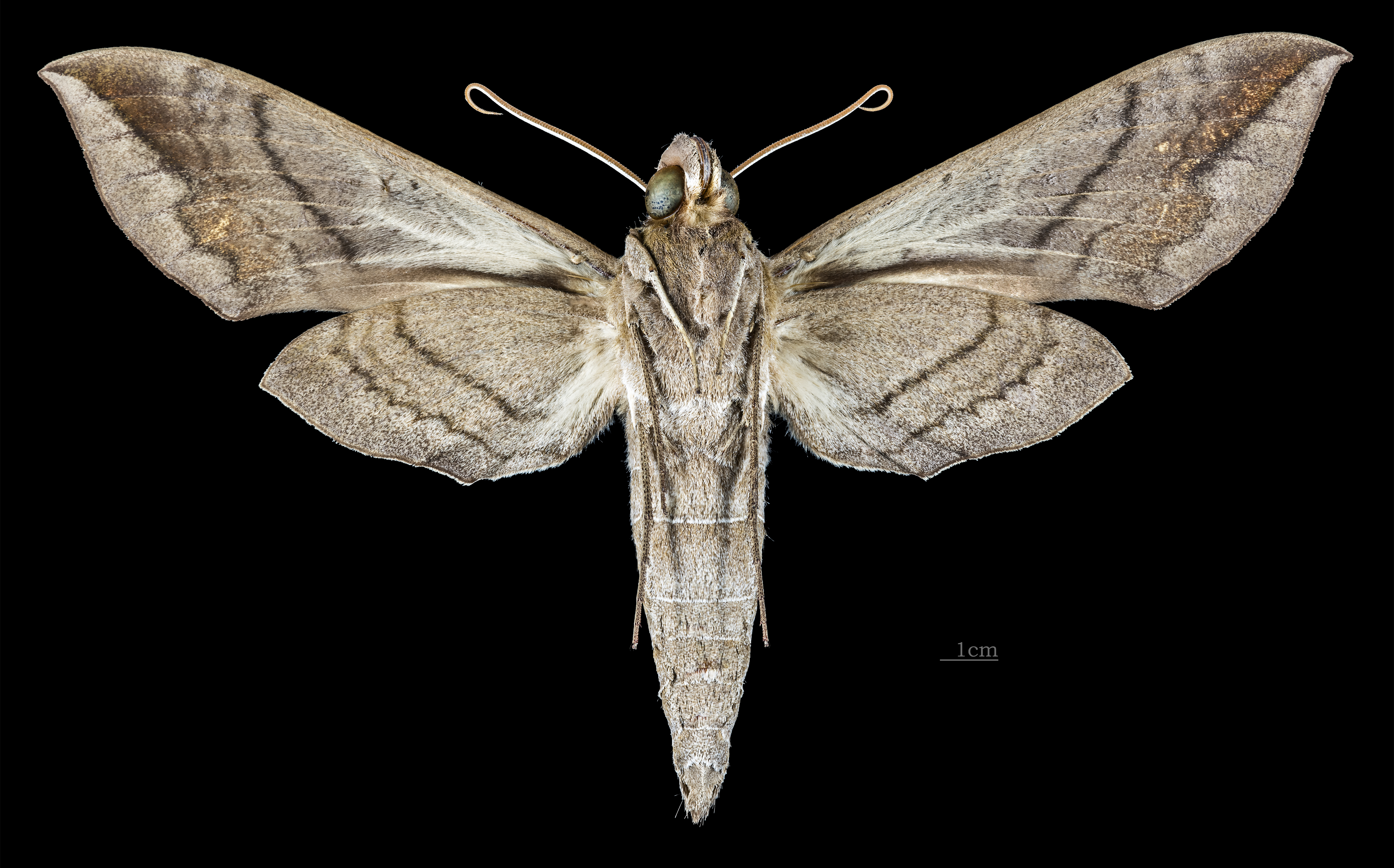
Eumorpha megaeacus ♀ △

## sinh học
Ấu trùng ăn Jussiaea và other Onagraceae species.